# Colin Bell
Colin Bell MBE (Hesleden, 26 februari 1946 – 5 januari 2021) was een Engels voetballer die doorgaans speelde als middenvelder. Tussen 1963 en 1980 was hij actief voor Bury, Manchester City en San Jose Earthquakes. Bell maakte in 1968 zijn debuut in het Engels voetbalelftal en kwam tot achtenveertig interlands. Een van de tribunes in het Etihad Stadium is naar hem vernoemd.
In 2005 werd vastgesteld dat Bell darmkanker had, waarvoor hij geopereerd werd. Zijn moeder is aan diezelfde ziekte overleden. Op 5 januari 2021 overleed de voormalig voetballer op 74-jarige leeftijd.

## Clubcarrière
Bell begon zijn carrière bij Bury, waar hij al snel uitgroeide tot aanvoerder. Na tweeënhalf jaar stapte de middenvelder over naar Manchester City, dat destijds getraind werd door Joe Mercer. In het seizoen 1965/66 hielp hij zijn nieuwe club direct aan de titel in de Second Division, waardoor de club promoveerde naar het hoogste niveau. In het tweede jaar na de promotie lukte het om landskampioen te worden. Bell groeide uit tot een van de sterkhouders van Manchester City en verwierf ook een plek in het Engelse nationale elftal. In november 1975 raakte de middenvelder zwaar geblesseerd aan zijn rechterknie tijdens een bekerwedstrijd tegen stadsgenoot Manchester United. Door deze blessure moest hij het gehele seizoen 1976/77 aan zich voorbij laten gaan. Na zijn terugkeer was hij niet meer op zijn oude niveau en in de zomer van 1979 liet hij Manchester City achter zich. In 1980 tekende hij voor San Jose Earthquakes, waarvoor hij vijf wedstrijden speelde voor definitief een punt achter zijn loopbaan te zetten.

## Clubstatistieken
| Seizoen | Club                 | Competitie      | Competitie | Competitie | Beker | Beker | Internationaal | Internationaal | Totaal | Totaal |
| Seizoen | Club                 | Competitie      | Wed.       | Dlp.       | Wed.  | Dlp.  | Wed.           | Dlp.           | Wed.   | Dlp.   |
| ------- | -------------------- | --------------- | ---------- | ---------- | ----- | ----- | -------------- | -------------- | ------ | ------ |
| 1963/64 | Bury                 | Second Division | 22         | 3          | 1     | 0     | —              | —              | 23     | 3      |
| 1964/65 | Bury                 | Second Division | 42         | 13         | 3     | 0     | —              | —              | 45     | 13     |
| 1965/66 | Bury                 | Second Division | 30         | 10         | 1     | 0     | —              | —              | 31     | 10     |
| 1965/66 | Manchester City      | Second Division | 11         | 4          | 0     | 0     | —              | —              | 11     | 4      |
| 1966/67 | Manchester City      | First Division  | 42         | 12         | 8     | 2     | —              | —              | 50     | 14     |
| 1967/68 | Manchester City      | First Division  | 35         | 14         | 8     | 3     | —              | —              | 43     | 17     |
| 1968/69 | Manchester City      | First Division  | 39         | 14         | 8     | 1     | 2              | 0              | 49     | 15     |
| 1969/70 | Manchester City      | First Division  | 31         | 11         | 8     | 5     | 9              | 5              | 48     | 21     |
| 1970/71 | Manchester City      | First Division  | 34         | 13         | 4     | 4     | 7              | 2              | 45     | 19     |
| 1971/72 | Manchester City      | First Division  | 33         | 12         | 3     | 2     | —              | —              | 36     | 14     |
| 1972/73 | Manchester City      | First Division  | 39         | 7          | 7     | 3     | 2              | 0              | 48     | 10     |
| 1973/74 | Manchester City      | First Division  | 41         | 7          | 13    | 3     | —              | —              | 54     | 10     |
| 1974/75 | Manchester City      | First Division  | 42         | 15         | 3     | 3     | —              | —              | 45     | 18     |
| 1975/76 | Manchester City      | First Division  | 20         | 6          | 5     | 1     | —              | —              | 25     | 7      |
| 1976/77 | Manchester City      | First Division  | 0          | 0          | 0     | 0     | —              | —              | 0      | 0      |
| 1977/78 | Manchester City      | First Division  | 17         | 2          | 4     | 0     | —              | —              | 21     | 2      |
| 1978/79 | Manchester City      | First Division  | 10         | 0          | 3     | 0     | 4              | 1              | 17     | 1      |
| 1979/80 | San Jose Earthquakes | NASL            | 5          | 0          | 0     | 0     | —              | —              | 5      | 0      |
| Totaal  | Totaal               | Totaal          | 481        | 142        | 78    | 27    | 24             | 8              | 583    | 177    |

## Interlandcarrière
Zijn debuut in het Engels voetbalelftal maakte Bell op 22 mei 1968, toen met 3–1 gewonnen werd van Zweden. Namens Engeland scoorden Martin Peters, Bobby Charlton en Roger Hunt, waarna Rolf Andersson wat terugdeed. Bell mocht van bondscoach Alf Ramsey in de basis beginnen en hij speelde het gehele duel mee. De andere debutant dit duel was doelman Alex Stepney (Manchester United). In 1969 maakte de middenvelder zijn eerste doelpunten voor de nationale ploeg. Op 12 juni van dat jaar opende hij de score in een oefenwedstrijd tegen Brazilië, dat uiteindelijk met 2–1 wist te winnen. In zijn volgende interland, op 5 november 1969, zorgde hij zes minuten voor tijd voor het enige doelpunt tegen Nederland (0–1). In 1970 werd hij opgenomen in de Engelse selectie voor het wereldkampioenschap in Mexico. Hier speelde hij mee in drie wedstrijden, waaronder de verloren kwartfinale tegen West-Duitsland (2–3). Eind 1975 speelde Bell zijn achtenveertigste en laatste interland. Hij kwam tot negen doelpunten.
| Interlands van Colin Bell voor Engeland | Interlands van Colin Bell voor Engeland | Interlands van Colin Bell voor Engeland   | Interlands van Colin Bell voor Engeland | Interlands van Colin Bell voor Engeland | Interlands van Colin Bell voor Engeland |
| №                                       | Datum                                   | Wedstrijd                                 | Uitslag                                 | Competitie                              | Goals                                   |
| Als speler van Manchester City          | Als speler van Manchester City          | Als speler van Manchester City            | Als speler van Manchester City          | Als speler van Manchester City          | Als speler van Manchester City          |
| --------------------------------------- | --------------------------------------- | ----------------------------------------- | --------------------------------------- | --------------------------------------- | --------------------------------------- |
| 1                                       | 22 mei 1968                             | Engeland – Zweden                         | 3 – 1                                   | Vriendschappelijk                       |                                         |
| 2                                       | 1 juni 1968                             | West-Duitsland – Engeland                 | 1 – 0                                   | Vriendschappelijk                       |                                         |
| 3                                       | 11 december 1968                        | Engeland – Bulgarije                      | 1 – 1                                   | Vriendschappelijk                       |                                         |
| 4                                       | 12 maart 1969                           | Engeland – Frankrijk                      | 5 – 0                                   | Vriendschappelijk                       |                                         |
| 5                                       | 7 mei 1969                              | Engeland – Wales                          | 2 – 1                                   | Vriendschappelijk                       |                                         |
| 6                                       | 8 juni 1969                             | Uruguay – Engeland                        | 1 – 2                                   | Vriendschappelijk                       |                                         |
| 7                                       | 12 juni 1969                            | Brazilië – Engeland                       | 2 – 1                                   | WK 1982                                 | 13'                                     |
| 8                                       | 5 november 1969                         | Nederland – Engeland                      | 0 – 1                                   | Vriendschappelijk                       | 84'                                     |
| 9                                       | 10 december 1969                        | Engeland – Portugal                       | 1 – 0                                   | Vriendschappelijk                       |                                         |
| 10                                      | 14 januari 1970                         | Engeland – Nederland                      | 0 – 0                                   | Vriendschappelijk                       |                                         |
| 11                                      | 21 april 1970                           | Engeland – Noord-Ierland                  | 3 – 1                                   | Vriendschappelijk                       |                                         |
| 12                                      | 7 juni 1970                             | Brazilië – Engeland                       | 1 – 0                                   | WK 1970                                 |                                         |
| 13                                      | 11 juni 1970                            | Tsjecho-Slowakije – Engeland              | 0 – 1                                   | WK 1970                                 |                                         |
| 14                                      | 14 juni 1970                            | Engeland – West-Duitsland                 | 2 – 3                                   | WK 1970                                 |                                         |
| 15                                      | 1 december 1971                         | Griekenland – Engeland                    | 0 – 2                                   | EK 1972 kwalificatie                    |                                         |
| 16                                      | 29 april 1972                           | Engeland – West-Duitsland                 | 1 – 3                                   | EK 1972 kwalificatie                    |                                         |
| 17                                      | 13 mei 1972                             | West-Duitsland – Engeland                 | 0 – 0                                   | EK 1972 kwalificatie                    |                                         |
| 18                                      | 20 mei 1972                             | Wales – Engeland                          | 0 – 3                                   | Vriendschappelijk                       | 61'                                     |
| 19                                      | 23 mei 1972                             | Engeland – Noord-Ierland                  | 0 – 1                                   | Vriendschappelijk                       |                                         |
| 20                                      | 27 mei 1972                             | Schotland – Engeland                      | 0 – 1                                   | Vriendschappelijk                       |                                         |
| 21                                      | 11 oktober 1972                         | Engeland – Joegoslavië                    | 1 – 1                                   | Vriendschappelijk                       |                                         |
| 22                                      | 15 november 1972                        | Wales – Engeland                          | 0 – 1                                   | WK 1974 kwalificatie                    | 35'                                     |
| 23                                      | 24 januari 1973                         | Engeland – Wales                          | 1 – 1                                   | WK 1974 kwalificatie                    |                                         |
| 24                                      | 14 februari 1973                        | Schotland – Engeland                      | 0 – 5                                   | Vriendschappelijk                       |                                         |
| 25                                      | 12 mei 1973                             | Noord-Ierland – Engeland                  | 1 – 2                                   | Vriendschappelijk                       |                                         |
| 26                                      | 15 mei 1973                             | Engeland – Wales                          | 3 – 0                                   | Vriendschappelijk                       |                                         |
| 27                                      | 19 mei 1973                             | Engeland – Schotland                      | 1 – 0                                   | Vriendschappelijk                       |                                         |
| 28                                      | 27 mei 1973                             | Tsjecho-Slowakije – Engeland              | 1 – 1                                   | Vriendschappelijk                       |                                         |
| 29                                      | 6 juni 1973                             | Polen – Engeland                          | 2 – 0                                   | WK 1974 kwalificatie                    |                                         |
| 30                                      | 26 september 1973                       | Engeland – Oostenrijk                     | 7 – 0                                   | Vriendschappelijk                       | 89'                                     |
| 31                                      | 17 oktober 1973                         | Engeland – Polen                          | 1 – 1                                   | WK 1974 kwalificatie                    |                                         |
| 32                                      | 14 november 1973                        | Engeland – Italië                         | 0 – 1                                   | Vriendschappelijk                       |                                         |
| 33                                      | 11 mei 1974                             | Wales – Engeland                          | 0 – 2                                   | Vriendschappelijk                       |                                         |
| 34                                      | 15 mei 1974                             | Engeland – Noord-Ierland                  | 1 – 0                                   | Vriendschappelijk                       |                                         |
| 35                                      | 18 mei 1974                             | Schotland – Engeland                      | 2 – 0                                   | Vriendschappelijk                       |                                         |
| 36                                      | 22 mei 1974                             | Engeland – Argentinië                     | 2 – 2                                   | Vriendschappelijk                       |                                         |
| 37                                      | 29 mei 1974                             | Duitse Democratische Republiek – Engeland | 1 – 1                                   | Vriendschappelijk                       |                                         |
| 38                                      | 1 juni 1974                             | Bulgarije – Engeland                      | 0 – 1                                   | Vriendschappelijk                       |                                         |
| 39                                      | 5 juni 1974                             | Joegoslavië – Engeland                    | 2 – 2                                   | Vriendschappelijk                       |                                         |
| 40                                      | 30 oktober 1974                         | Engeland – Tsjecho-Slowakije              | 3 – 0                                   | EK 1976 kwalificatie                    | 80', 83'                                |
| 41                                      | 20 november 1974                        | Engeland – Portugal                       | 0 – 0                                   | EK 1976 kwalificatie                    |                                         |
| 42                                      | 12 maart 1975                           | Engeland – West-Duitsland                 | 2 – 0                                   | Vriendschappelijk                       | 25'                                     |
| 43                                      | 16 april 1975                           | Engeland – Cyprus                         | 5 – 0                                   | EK 1976 kwalificatie                    |                                         |
| 44                                      | 11 mei 1975                             | Cyprus – Engeland                         | 0 – 1                                   | EK 1976 kwalificatie                    |                                         |
| 45                                      | 17 mei 1975                             | Noord-Ierland – Engeland                  | 0 – 0                                   | Vriendschappelijk                       |                                         |
| 46                                      | 24 mei 1975                             | Engeland – Schotland                      | 5 – 1                                   | Vriendschappelijk                       | 40'                                     |
| 47                                      | 3 september 1975                        | Zwitserland – Engeland                    | 1 – 2                                   | Vriendschappelijk                       |                                         |
| 48                                      | 30 oktober 1975                         | Tsjecho-Slowakije – Engeland              | 2 – 1                                   | EK 1976 kwalificatie                    |                                         |

## Erelijst
| First Division  | 1 | 1967/68          |
| Second Division | 1 | 1965/66          |
| FA Cup          | 1 | 1968/69          |
| League Cup      | 2 | 1969/70, 1975/76 |
| Charity Shield  | 2 | 1968, 1972       |
| Europacup II    | 1 | 1969/70          |